# Makuya

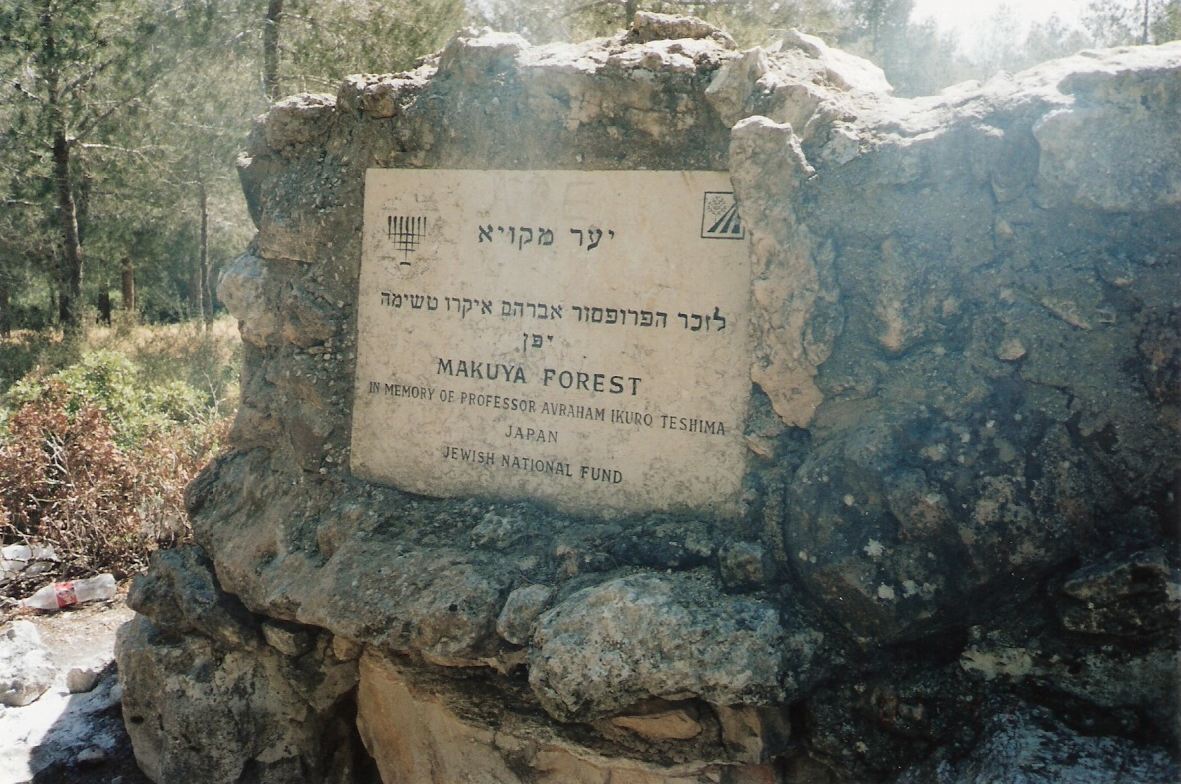
Lápida en honor al fundador de la secta, profesor Abraham Ikuro Teshima, en el bosque de Makuya, Baja Galilea, Israel.

Makuya (キリストの幕屋 en japonés y מקויה en hebreo) es un nuevo movimiento religioso japonés, fundado en 1948 por Ikuro Teshima. Los seguidores del movimiento Makuya son fervientes defensores del Estado de Israel, y son partidarios de mantener unida su capital, la ciudad de Jerusalén. Los Makuya ven en la creación del Estado de Israel el cumplimiento de las promesas bíblicas hechas a Abraham, Isaac y Jacob.

## Ideología
Los seguidores de Makuya son amantes incondicionales de la nación de Israel y del pueblo judío. El movimiento Makuya, envía a jóvenes miembros a diversos kibutzim en Israel, y organiza peregrinaciones a Jerusalén. Más de 900 estudiantes de Makuya han sido enviados a varios kibutzim en Israel para trabajar juntos con el pueblo de la Biblia y para estudiar el idioma hebreo en un entorno bíblico. Algunos de ellos, continúan sus estudios académicos en las universidades. El kibutz, donde habitualmente trabajan los voluntarios de Makuya se llama Heftziba. Makuya ha hablado a favor de Israel en varias ocasiones en las Naciones Unidas. A diferencia de otros grupos de cristianos evangélicos que usan la cruz como símbolo, los Makuya usan públicamente la menorá judía de siete brazos como su emblema religioso.

## Historia
En 1967, cuando estalló la guerra de los Seis Días. Teshima, escribió un telegrama a los estudiantes de Makuya en Israel, diciendo: «Permanezcan en el país el tiempo que puedan y ayuden a Israel». Los voluntarios ayudaron a este país durante la guerra. En 1973, cuando estalló la guerra de Yom Kipur, Japón, apoyó a las naciones árabes, para evitar un posible embargo del petróleo. Esta política de la diplomacia japonesa decepcionó a Teshima. A pesar de su grave enfermedad (cirrosis terminal), Teshima organizó, junto a 3000 de sus seguidores una campaña por Israel frente al edificio de la Dieta Nacional, (el parlamento japonés) en Tokio, la capital imperial. 
Aquella fue la primera manifestación en favor del Estado de Israel que tuvo lugar en Japón. La campaña recibió una amplia cobertura en la prensa, la radio y la televisión. De todas formas, también empeoró el estado de salud de Teshima, que murió tres semanas después del día de Navidad de 1973. El nombre de Teshima ha sido inscrito en dos ocasiones en el libro de oro del Fondo Nacional Judío. En septiembre de 1967, por su apoyo entusiasta al Estado de Israel, durante la guerra de los Seis Días, y en enero de 1974, después de su defunción. Los seguidores de Teshima, siguen actualmente apoyando a Israel. El Fondo Nacional Judío ha plantado un bosque en la región de Galilea, en memoria de Ikuro Teshima, el fundador y líder del movimiento Makuya.

## Orígenes de la secta
Teshima fue influenciado por las escrituras de Uchimura Kanzō, al estudiar bajo su discípulo Tsukamoto Toraji. Al mismo tiempo ensambla el Movimiento de la No-Iglesia. Acusado de obstruir un plan municipal, para destruir una escuela local en Kumamoto, fue autorizada una orden de aprehensión a su nombre en 1947. Teshima huyó al Monte Aso en Kyushu central, donde vivió en una cueva por varias semanas, donde él afirma haber oído la voz de Dios, el cual le ordenó volver a casa y propagar las enseñanzas apropiadas de la Biblia. Al volver a su casa, Teshima descubrió que la autorización había sido contraída. Consecuentemente instauró un grupo de estudio de la Biblia que creció rápidamente en un movimiento conocido como: Genshi Fukuin Undo (movimiento original del Evangelio), y posteriormente como Makuya. El nuevo movimiento se centra en un retorno a los orígenes judíos del cristianismo, basándose en las raíces hebreas de la fe.
Makuya fue fundada en 1948 por Ikuro Teshima, cristiano devoto. Incidentalmente, su hijo es un graduado del Seminario Teológico Judío de América. Makuya es el equivalente japonés, para la palabra hebrea mishkan, que refiere al Tabernáculo santo, la capilla portable construida para llevar el Arca de la Alianza. Literalmente, mishkan tiene el significado de «plaza del alojamiento» o «plaza del alojamiento divino». La secta cree en los principios básicos del cristianismo y cree en «una vuelta a la fe dinámica del Evangelio original del cristianismo hebraico temprano», en comparación con las iglesias dogmáticas, institucionalizadas y Europeo-dominadas. Se centran en la adoración de Dios y de Jesús directamente, no haciendo caso de muchos objetos secundarios de la adoración, tales como la cruz, la Virgen María y los santos. A diferencia del resto de las sectas cristianas utilizan la cruz como su símbolo, la secta Makuya toma el menorah judío de siete brazos como su emblema religioso, y lo exhibe en sus capas del happi. Aunque, el grupo rechaza a las iglesias, a la liturgia y al clero, ha adoptado un número de observancias, costumbres y rituales religiosos. Creen en la fe curativa, convocaciones totales, ceremonias de la unión, peregrinajes, ritual del traje y practican rituales, tales como, caminar descalzo en los carbones calientes y situarse debajo de las cascadas. Además, los miembros de Makuya adoptan nombres hebreos aparte de sus nombres japoneses; Teshima eligió llamarse Abraham. La secta también publica dos periódicos: el fukuin de Genshi (Evangelio original) y el Seimei no hikari (luz de la vida). Fuertemente sionista, la organización patrocina un número de kibbutzim en Israel y hace peregrinajes totales a Jerusalén. Makuya ha aparecido delante de las Naciones Unidas en por lo menos dos ocasiones hablando en nombre de Israel. Los estudiantes de Teshima se ofrecieron voluntariamente a ayudar a Israel durante la guerra de los Seis Días en 1967, y en el 1973, organizaron la primera demostración en favor de Israel en Japón. Teshima se enfermó y murió en la víspera de Navidad 1973, cuando él y 13 000 de sus adherentes protestaban en una cueva de Japón. Sin embargo, la secta ha sobrevivido y crecido bajo dirección de su viuda y yerno. Hoy en día existen ramificaciones de Makuya en Estados Unidos, Corea, Taiwán y Hawái. Tienen cerca de 60 000 adherentes.

## Características
- Los miembros de esta secta realizan anualmente un peregrinaje a Jerusalén, para rogar por la paz de Israel.
- Son admiradores y colaboradores del Estado Israelí, tienen una delegación en Jerusalén y siempre que pueden visitan el país; aún cuando muchos creyentes judíos no lo hacen.
- La secta Makuya se fundó en los años 50, en el distrito de Tiushiu, como respuesta a los horrores de la II Guerra Mundial. Actualmente el núcleo activo tiene 2.000 miembros, pero los feligreses son más de 30.000.
- Los Makuya mandan cada año a Israel por lo menos a 30 jóvenes para estudiar en la Universidad Hebrea de Jerusalén.
- La secta posee muchas delegaciones en ciudades japonesas, así como en los EE. UU., Brasil e Israel.
- El grupo ha mantenido lazos con el kibutz de Heftziba, durante más de 30 años y más de 600 estudiantes japoneses han estudiado en el kibutz Ulpan.
- En el Centro Makuya de Jerusalén, entre 60 y 70 estudiantes, estudian el idioma hebreo, la Santa Biblia y el judaísmo.
- Unos pocos japoneses de la congregación Makuya dicen provenir de la tribu de Hada, que a su vez procede de Zevulón (Zabulón).

## Fundador
El movimiento fue fundado por el profesor y hombre de negocios Abraham Ikuro Teshima en 1948, tras la creación del Estado de Israel. Abraham Ikuro Teshima fue un hombre muy espiritual y amante de Israel. Aceptó el nuevo nombre de Abraham, después de agregar a las verdades evangélicas los elementos del estudio del rabino Abraham Isaac Kook, de Martin Buber y de Abraham Joshua Heschel, aunque él siguió siendo cristiano protestante.

## Creencias
Los Makuya (en japonés: 幕屋), también llamados Makuya de Cristo (キリストの幕屋 Kirisuto no makuya?) son un nuevo movimiento religioso de Japón, que cuenta con más de 60.000 adeptos, todos ellos son estudiantes de la Torá y de la sabiduría del judaísmo tradicional, sus creencias están basadas en las enseñanzas del Seminario Bíblico de Tokio. Makuya es una nueva religión japonesa con raíces cristianas y que ha sido fuertemente influenciada por el judaísmo. Fue fundada en 1948 por el hombre de negocios y profesor Abraham Ikuro Teshima.  
Los miembros del movimiento Makuya creen en la Biblia. La denominación Makuya, significa tienda de campaña de la congregación. Los Makuya no tienen ninguna casa formal para el rezo y prefieren realizar sus oraciones en las casas de los creyentes. Los símbolos de su movimiento son la Menorá, tal y como está descrita en la Biblia, y la estrella de David. La religión de los Makuya es una mezcla de doctrina judía, budista, cristiana y creencias japonesas ancestrales. Es una religión muy humanista y pro-israelí. Los Makuya interpretan el Antiguo Testamento al pie de la letra. Por ello creen que a los israelíes les corresponde gobernar no sólo Jerusalén, sino desde el Nilo hasta el Éufrates. Los Makuya no creen en el feminismo. Para este grupo son reales las profecías del Antiguo Testamento. «El advenimiento del Redentor está próximo», afirma Moisés Taisho, el líder espiritual de la secta. 
Muchos israelíes no ocultan su satisfacción con este movimiento: «Vienen del otro lado del planeta y apoyan nuestras reivindicaciones sobre Jerusalén»; «Que aprendan de los japoneses», comentan algunos (algo inaudito, considerando que algunos políticos israelíes son partidarios de renunciar a la parte oriental de la ciudad, y cederla a los palestinos). El grupo mantiene lazos fuertes con la Biblia, la Tierra de Israel, el legado de David Ben Gurion, el desarrollo del desierto del Néguev, y la relación personal entre el hombre y Dios.

## Vestimenta
Los miembros del grupo llevan unos pañuelos en la frente, como el que llevaban los pilotos kamikazes, antes de emprender un ataque suicida. Pero, las consignas, escritas en japonés y en hebreo, llevan escrita la palabra shalom (paz) o reproducen versículos de la Biblia. Algunos van ataviados al estilo occidental, otros van vestidos con túnicas blancas, también cubiertas con alusiones a la ciudad santa de Jerusalén.

## Celebraciones
Todos los años, el sonido de un gong estremece Jerusalén. Son los Makuya, que desfilan por la ciudad, mostrando su amor a Israel y a las Sagradas Escrituras. Es un ritual que se repite con total exactitud. El desfile comienza en la Plaza de París, donde, curiosamente, también las feministas suelen convocar sus mítines. La procesión desciende por la calle peatonal de Ben Yehuda, donde están diseminados los cafés de moda y las tiendas de recuerdos. 
Cuando los Makuya, tuvieron conocimiento de los daños causados por la segunda guerra del Líbano, decidieron asignar una contribución a la reconstrucción de los lugares calcinados.

## Zabulón
Algunos Makuya sostienen que descienden de japoneses y de la tribu de Zevulún (Zabulón), cuyos miembros navegaron hasta las costas del Japón en la Edad Media.
Sin embargo, los Makuya no son descendientes de ninguna tribu perdida, sino una religión que surgió en Japón, en la época de la posguerra, cuando muchos japoneses empezaron a sentirse avergonzados por la actitud del ejército imperial durante la Segunda Guerra Mundial, y se agruparon alrededor de una nueva religión que enfatizaba un vínculo simbólico con la Tribu de Zavulón. 